# Маштаково
Маштаково (каз. Маштаково) — село в Западно-Казахстанской области Казахстана. Находится в подчинении городской администрации Уральска. До 2013 года входило в состав Деркульской поселковой администрации, которая была упразднена решением маслихата. Код КАТО — 271033700.

## Население
В 1999 году население села составляло 241 человек (111 мужчин и 130 женщин). По данным переписи 2009 года, в селе проживали 354 человека (172 мужчины и 182 женщины).